# 中西優華
中西 優華（なかにし ゆうか、1994年2月8日 - ）は日本のタレント、女優、レフェリー（週刊プロレス A-TEAM 入団）。奈良県奈良市出身。2017年3月16日〜プロレスリングA-TEAM 所属。

## 出演

### テレビドラマ
- テレビ東京『こえ恋』レギュラー生徒役 2016年7月〜
- NHK連続テレビ小説『ひよっこ』新聞記者役2017年3月
- チバテレビ『女神たちのかようび』番組内ドラマ『恋愛クラッシャーAYAKA』フミノ役 2017年9月〜
- チバテレビ『muse9』番組内連続ドラマ『サイードの婚活』ヒロイン・ハルカ役 2017年10月〜

### 映画
- 『お父さん、ありがとう』藤川悠役 2018年3月
- 『蝶の眠り』大学生徒役 2018年5月
- 『loveゼミコン』遠山めぐみ役 2018年7月
- 『観測者効果』ふみか役 2019年 公開予定

### テレビ番組
- つくばテレビ『美少女時計』2009年
- NHK『プレ基礎英語』2015年
- ニコニコ動画『ニコ生23.5時間ヒロミのヒロはまだ50だから』2016年
- スカパーpigoo『ぶっちゃけアイドル白書』第1回、第2回 2016年
- TOKYO MX『5時に夢中!』2016年
- テレビ東京『ほぼほぼ〜真夜中のツギクルモノ探し〜』2017年
- TBS『中居正広の金曜日のスマイルたちへ』レギュラー赤服 2018年4月〜
- TBS『有田哲平の夢なら醒めないで』2018年6月、7月
- 日テレ『月曜から夜更かし』2018年6月
- 日テレ『ザ•発言X〜なんでそんなこと言ったの？』2018年6月
- 日テレ『世界一受けたい授業』2018年7月

### CM
- 『mineo』おいでよmineo渋谷
- 『テレアポ代行ビズコール』

### PV
- 『すれ違い美女-CARLSコラボ』2016年
- 『DRONE VISION-produced by fujitelevision』2017年

### ラジオ
- block.fm『Music on Drive.』2016年
- zipFM CM『クルマクション』2016年
- FMおだわら『アザブスミスと俺たちがんばる！』レギュラーパーソナリティ2016年8月〜1年間
- FM甲府『アザブスミスと俺たちがんばる！』レギュラーパーソナリティ2016年8月〜1年間
- かわさきFM『岡村洋一のシネマストリート』2017年6月
- 渋谷クロスFM『アザブスミスの！シブヤdeナイト！』レギュラーゲスト2017年8月〜
- 市川うららFM『ステラ☆ミュージックDRIVE!!〜サーキットを奏でろ！〜』2018年6月

### MC
- KRC/LAGP『キッズストライダーレース』総合司会 MCレギュラー 2016年10月〜2017年8月
- 『東京オートサロン2017 autowayブース 石田純一トークショー』メインMC 2017年1月

### ネット配信ドラマ
- 『恋愛クラッシャーAYAKA』フミノ役

### モデル
- 『JTB ガクタビ』2012年
- 『まっぷるマガジン 天橋立'12』2012年
- 『まっぷるマガジン神戸'13』2013年
- 『中古車オークションサイトクルマクションイメージガールCARLS１期生』2016年CARLS１期生
- 『週刊ジョージア』2016年
- 『川越コレクション』三愛水着学園担当 2016年11月
- 『日経woman5月号』2017年
- 『ドローンイメージガール ドローン女子』2017年

### ライブ
vamps ライブ当日限定ユニット
"ヴァンプリンセス"
- 『第八回浅香光代流 三重支部 舞踊の会 』ソロ歌唱 2013年
- 『歌、踊り、演技を混ぜたユニットCheerlY』2013年
  - 『CheerlYワンマンライブ RUIDOK2』1年
  - 『断然ライブ 東京ファッションコレクション』中野サンプラザ
  - 『越谷市子育て応援フェスタ』サンシティホール
- 『ラジオ番組 アザブスミスと俺たちがんばる年末特別イベント公開収録ライブ』

- ベジータ•堀川りょう主演舞台ヴォイスパフォーマンス 2017年10月、11月、12月
- キャプテン翼岬太郎役 山田栄子演出朗読劇 2018年2月

### レフェリー
- 『PRO-WRESTLING A-TEAM 旗上げ戦“TAKE OFF”』